# Різдво в Іспанії

Різдвяні вогні у Валенсії (2008)

В Іспанії особливо відчувається святкування Різдва.
Святкові заходи тривають з 22 грудня по 6 січня. Святкування починається саме 22 числа з розіграшу Різдвяної лотереї (Lotería de Navidad), дуже важливої події, яка сприяє створенню різдвяної атмосфери. Розіграш починається рано вранці й транслюється радіо- та телевізійними станціями; голоси дітей Колегіо де Сан Ільдефонсо, які щороку співають, чути всюди. Лотерея також має великий економічний успіх: продається багато квитків. Вони, як і в інших місцях, роблять велике дерево, щоб святкувати Святе Різдво.

## ЛаНочебуена
Святвечір святкується 24 грудня: Ночебуена (буквально «на добраніч»). У цей вечір іспанці збираються, щоб відсвяткувати найважливішу вечерю в році. Зазвичай збираються у бабусь і дідусів, рідше у дітей. Це дуже пишна вечеря, під час якої їдять типові місцеві продукти та фірмові страви іспанської кухні. Вночі лунають або співають віллансіко — пісні, які виражають радісні, але іноді також ностальгічні та сумні настрої. Деякі розповідають про події, пов'язані з Віфлеємом або життям Ісуса, інші розповідають про щоденні події та почуття. Для цих пісень використовуються різні інструменти залежно від регіону, наприклад, конча де віейра на північному узбережжі, замбомба в Ла-Манчі та Естремадурі або кастаньєти в Андалусії. Після вечері Санта-Клаус роздає подарунки дітям під ялинкою. У Каталонії 25 грудня заведено отримувати подарунки: приносить їх не Санта-Клаус, а так званий Тіо де Надаль. Загалом, однак, 25 грудня, Навідад, святкується бенкетом, подібним до того, що був напередодні. У цей день король Іспанії зачитує послання з добрими побажаннями, яке транслюється по телебаченню.

## Інокентій Лос Сантос
Після триденної перерви святкування продовжуються 28 грудня в день los Santos Inocentes (дослівно «святих невинних», вшанування пам'яті жертв масового вбивства невинних), під час якого люди розігрують один одного, вирізають з паперу чоловічка і кладуть його в спину «жертві». Потім в новинах несподівано розповідають фейкову історію.

## LaNochevieja
31 грудня, новорічна ніч, називається Nochevieja (буквально «стара ніч»), оскільки це остання ніч року. Це свято не носить сімейного характеру Різдва, проте є традиції, які потрібно поважати. Наприклад, заведено їсти las uvas de la suerte (буквально «виноград удачі»), тобто 12 виноградин одна за одною в останні секунди, які вказують на кінець року; або тости з ігристим вином (схоже на ігристе вино), а на світанку їсти гарячий шоколад із чуррос перед сном.

## Богоявлення

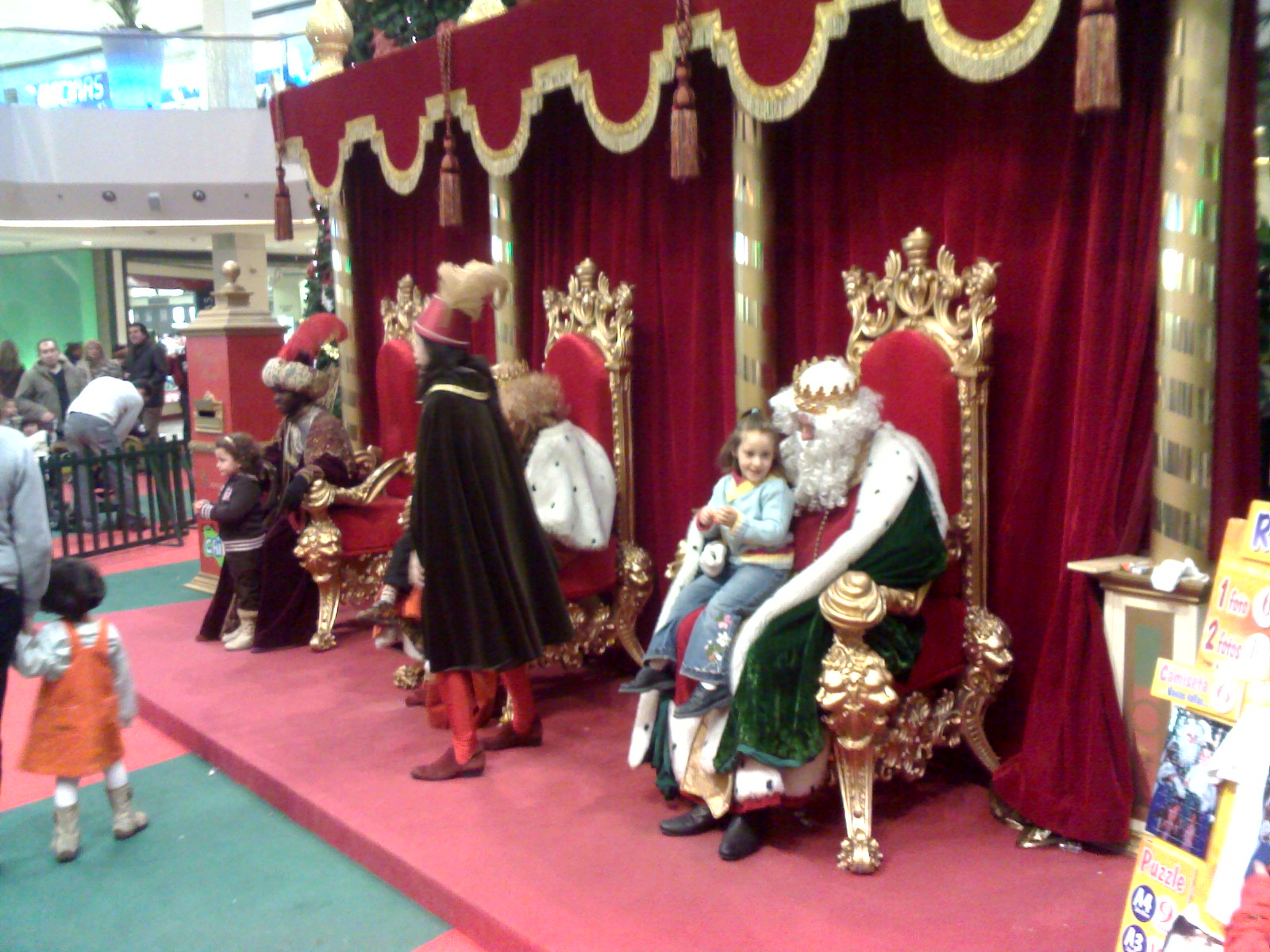
Дитяче зображення трьох королів у торговому центрі

Увечері 5 січня організовується парад, в якому виступають los Reyes Magos (Три королі), який закінчується перед ратушею в усіх містах. 6 січня зазвичай день подарунків. Фактично, якщо протягом року діти були хорошими, вони отримують іграшки, про які вони просили в листі до волхвів, інакше, якщо вони поводилися погано, вони отримують вугілля, таку ж нагороду, як італійська Бефана. Саме в цей день їдять знаменитий Roscón de Reyes (Роскон де Рейес), один із найдавніших десертів цих свят.

## Типові страви іспанських різдвяних свят
Ось деякі іспанські особливості цих свят з натяками на їхню історію, але не всі вони є рідними для цієї країни, деякі насправді були імпортовані з інших європейських країн.

### Туррон

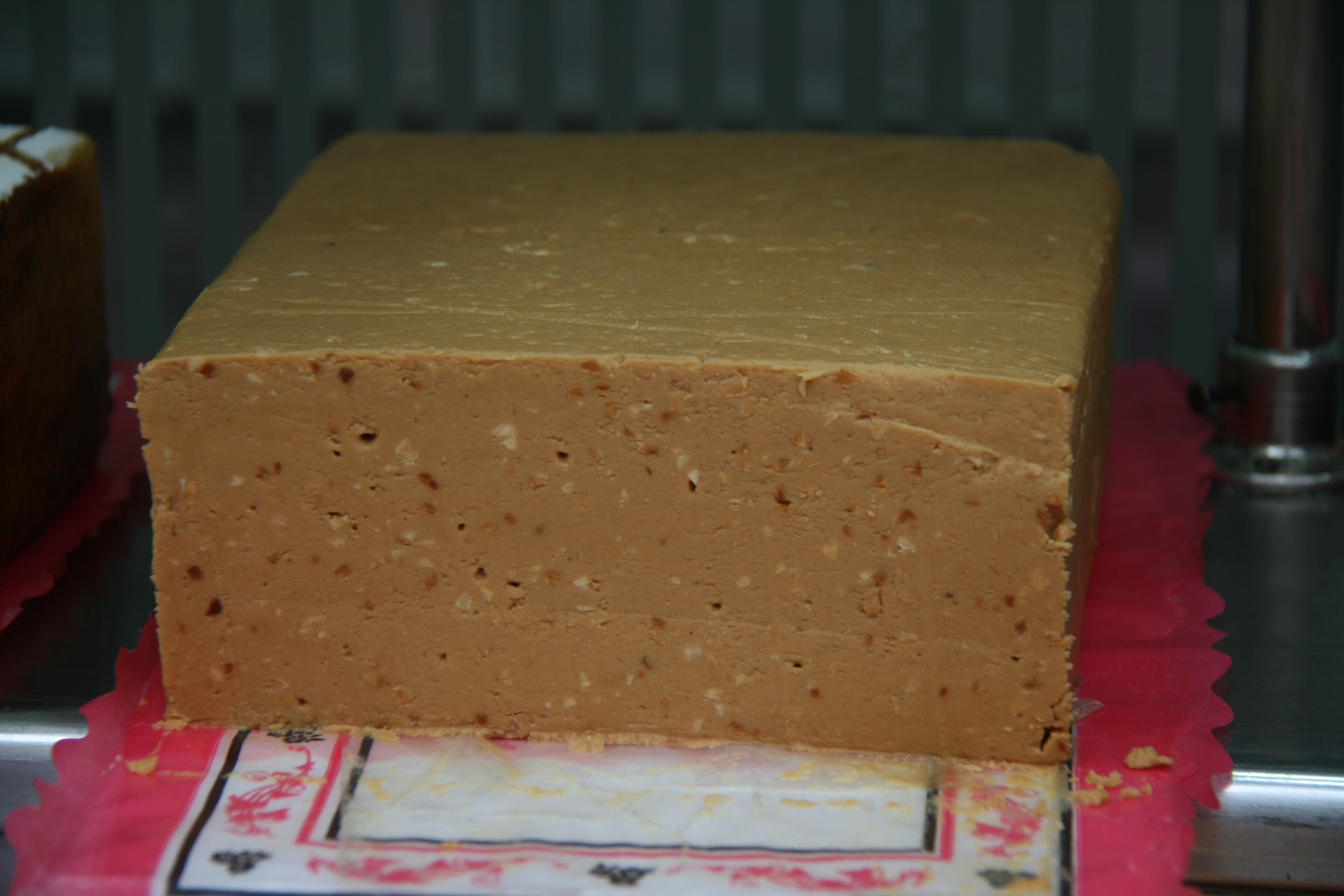
Туррон де Хіхона

Як і нуга, це солодощі, без яких не обійтися під час різдвяних святкувань. Популярним він став у 1887 році, але є відомості про його виробництво ще в 1585 році в Хіхоні (Аліканте). Назва turròn походить від дієслова turrar, що означає підсмажувати. Цю солодкість готують з явно підсмаженого мигдалю або волоських горіхів, змішаних з медом і цукром. Районами, де він найбільше поширений, є Аліканте та Каталонія.

### Мазапанес

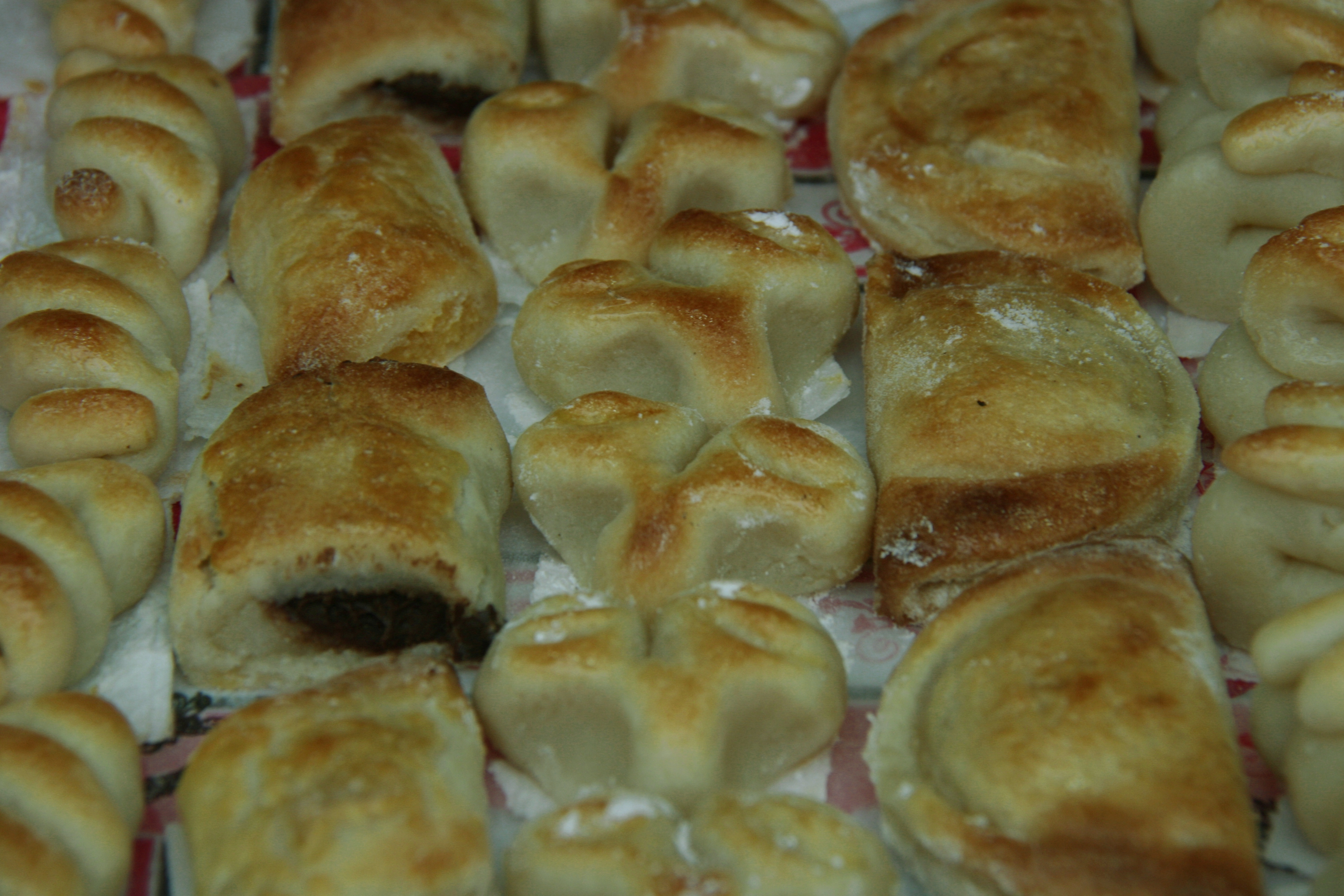
Мазапанес

Відповідник марципану — це солодощі, запроваджені арабами у восьмому столітті. Тоді вони виготовлялися з цукру та мигдалю, а сьогодні збагачені сухим молоком і яєчним жовтком. Його авторство приписують Толедо, коли під час битви з арабами за часів короля Кастильї Альфонсо VIII деякі черниці монастиря Сан-Клементе почали виробляти його як хліб.

### Polvorones y Mantecados

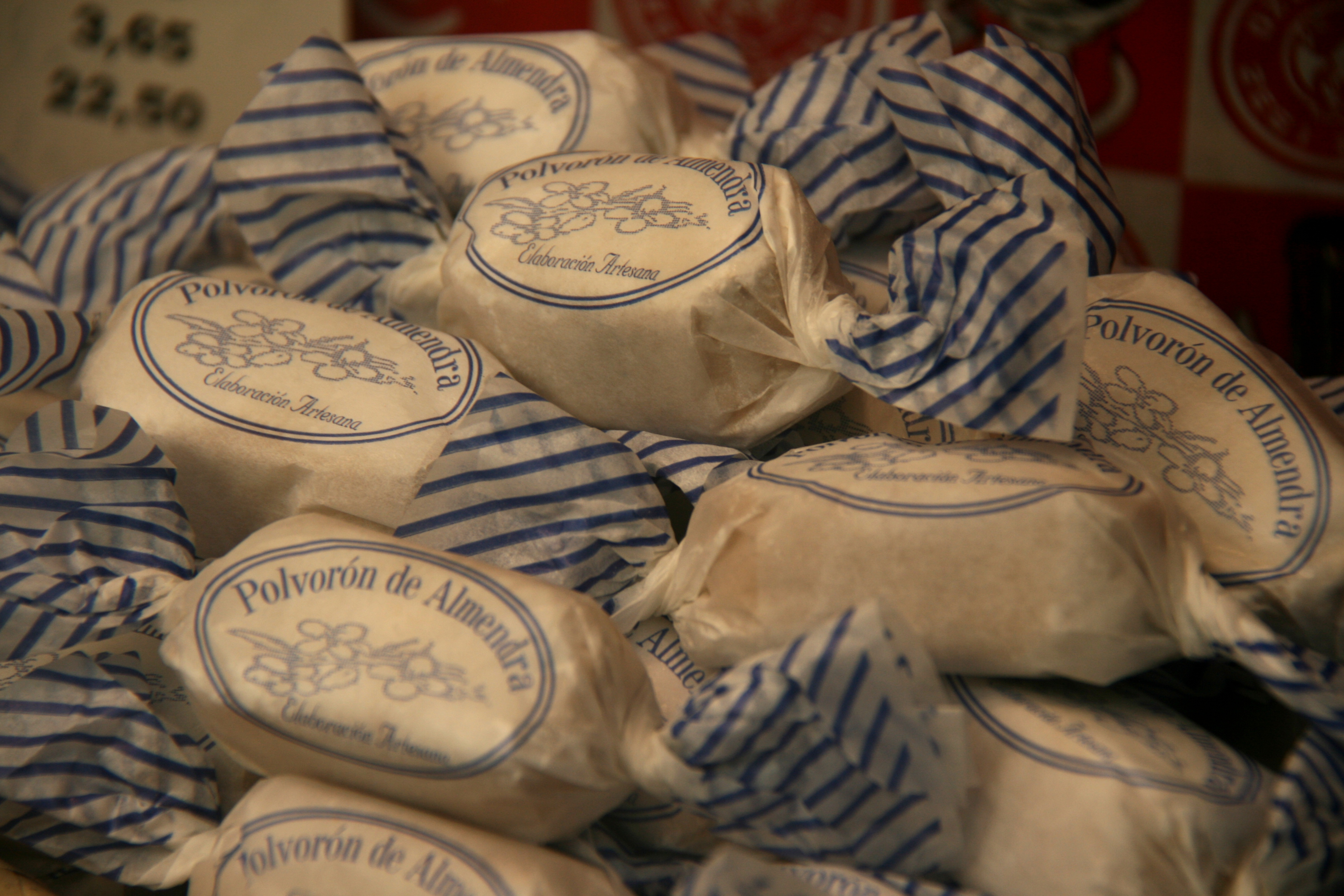
Полворони

Солодощі андалузького походження, яке традиційно готували під час забою свиней. Спочатку до його складу, крім борошна, входило сало цієї тварини. Найвідомішим містом його виробництва є Севілья.

### Роскон де Рейес

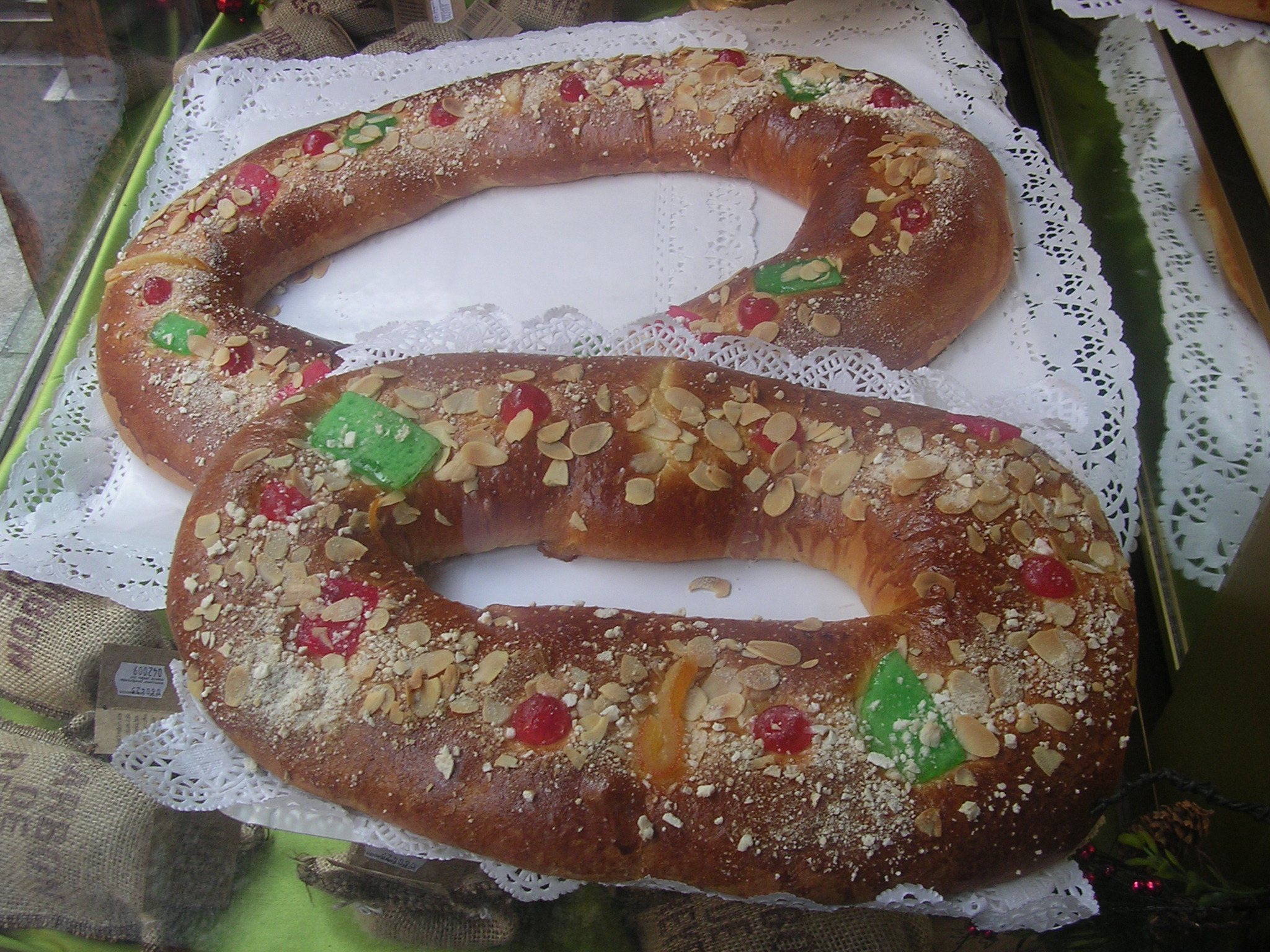
Роскон де Рейес

Це один із найдавніших десертів різдвяних свят, навіть якщо його походження є чисто язичницьким. До речі, під час зимових свят у римські часи було заведено обирати царя свята, і для цього готувався пиріг з інжиром, фініками та медом, який ділили й роздавали народу і рабам. Між різними скибочками ховали сушену бобоу культуру (хаба = квасоля), а щасливчика, який випадково знаходив її, називали царем. Ця традиція прийшла спочатку до Франції, а потім до Іспанії, коли король Філіп V вирішив запровадити її під час різдвяних свят. У сьогоднішньому торті замість бобових заховані маленькі іграшки або ляльки, і все це прикрашається цукром і сухофруктами. Торт роздають дітям, і той, хто знайде приз, вважається королем свята.

## Інші проєкти
- Wikimedia Commons contiene immagini o altri file su Natale in Spagna